# Gare de Holtzheim
Gare de Holtzheim vasútállomás Franciaországban, Holtzheim településen.

## Vasútvonalak
Az állomást az alábbi vasútvonalak érintik:
- Strasbourg–Saint-Dié-vasútvonal

## Kapcsolódó állomások
A vasútállomáshoz az alábbi állomások vannak a legközelebb:
- Gare de Lingolsheim
- Gare d’Entzheim-Aéroport